# 舍泽勒 (安德尔-卢瓦尔省)
舍泽勒（法語：Chezelles，法語發音：[ʃəzɛl]）是法国安德尔-卢瓦尔省的一个市镇，位于该省西南部，属于希农区。

## 地理
舍泽勒（47°3'30"N, 0°26'31"E）面积15.17 平方千米，位于法国中央-卢瓦尔河谷大区安德尔-卢瓦尔省，该省份为法国中西部省份，北起萨尔特省、东北接卢瓦-谢尔省，东南接安德尔省，南至维埃纳省，西临曼恩-卢瓦尔省。
与舍泽勒接壤的市镇（或旧市镇、城区）包括：库尔库埃、维埃纳河畔帕尔赛、维埃纳河畔里伊、特讷伊、拉图尔圣热兰、韦尔讷伊堡。

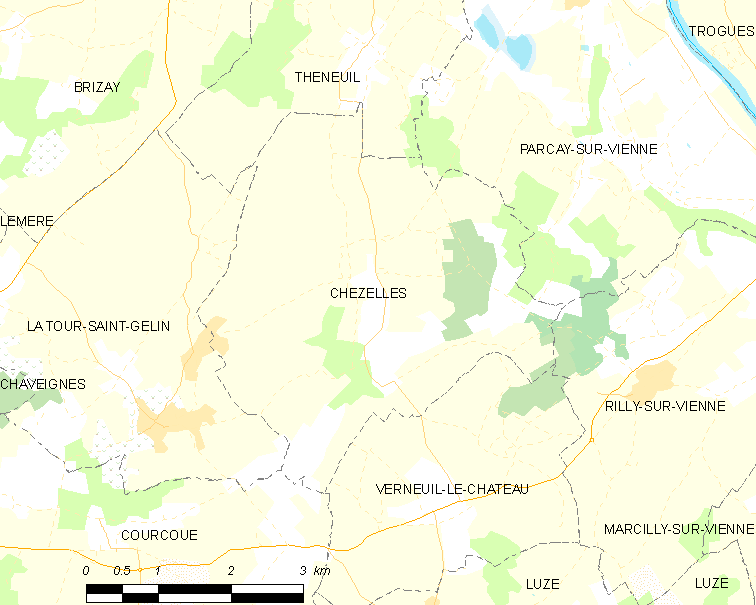
的OSM定位图

舍泽勒的时区为UTC+01:00、UTC+02:00（夏令时）。

## 行政
舍泽勒的邮政编码为37220，INSEE市镇编码为37071。

## 政治
舍泽勒所属的省级选区为图赖讷地区圣莫尔县。

## 人口

1962-2008年间人口变化图示

舍泽勒于2022年1月1日时的人口数量为130人。